# Mendel Jakab
Mendel Jakab a leghíresebb "zsidóprefektus" (praefectus omnium Judaeorum) volt, így gyakorlatilag a magyarországi zsidó közösség vezetője és a budai zsidó hitközség elnöke. Egyes források szerint az 1470-es évektől 1516-ig, más adatok szerint 1493 és 1522 között töltötte be a tisztséget.
A legrégebbi történelmi okirat, amely említi 1482-ből való, amikor már a Magyarországon lakó összes zsidó prefektusi hivatalát töltötte be. Mátyás király, amikor felállította a zsidó prefektúrát a zsidó közösség és a királyság közötti kapcsolattartás céljára, őt nevezte ki annak élére. A tisztségre a zsidó közösség egy tagját nevezték ki, ellentétben a korábbi gyakorlattal, amikor a zsidók jogi képviselete egy keresztény főúr feladata volt. A prefektusnak közvetítő szerepe mellett széles körű jogai voltak a zsidó közösségen belül is. Mendel Jakab okleveleket is kiadott, melyeket saját címerével és arcképével ellátott pecsétjével hitelesítette, ami egyedülálló volt a korabeli európai gyakorlatban. A kassai levéltárban őrzött pecsét alapján festette meg Gedő Lipót a prefektus hiteles portréját a Zsidó Múzeum megrendelésére az 1910-es években.
Mendelt Mátyás király pártfogolta és mindenféle kedvezményekben részesítette. Például, amikor Monyorókereki Elderboch János nem fizette meg határidőre a tartozását Mendelnek, Mátyás királyi leveleket bocsátott ki, amelyekben utasította az ország valamennyi hatóságát, hogy Elderboch jobbágyait tartóztassák le, minden vagyonukat foglalják le és szolgáltassák ki Mendel ügynökeinek. Más alkalommal meg Pozsony városát utasította, hogy Binberg nevű ottani lakos egyéb hitelezőinek kielégítése előtt Mendel követelését teljesítse. 1505-ben pedig védlevelet adott Mendel Jakabnak és családjának, amikor a budai zsidóüldözések idején Pozsonyba kellett menekülniük.
Ugyanakkor neki kellett behajtania a legkíméletlenebb eszközökkel a Dózsa-féle parasztfelkelés (1514) következtében a zsidóságra kirótt nagy adóterheket, hogy Ulászló és Zápolyai János felszerelhesse a lázadók elleni csapatait.
Utána mindvégig, míg csak a prefektusi tisztség fennállott, a Mendel-család tagjai viselték ezt a hivatalt. A Mendel-család igen gazdag és előkelő volt, ők töltötték be a hitközségi elnöki és az országos zsidó prefektusi tisztet Mátyás király uralkodásától, tehát az 1470-es évektől 1526-ig, a mohácsi vészig.
Mendel Jakab olyan nagy úr volt, hogy Mátyás király és Beatrix 1476-ban lezajlott esküvőjén lovasbandérium élén, karddal az oldalán lovagolt a királyi pár elé. (Ebben az időben Nyugat-Európában zsidónak nemhogy lovon ülni, vagy fegyvert viselni nem volt szabad, de megkülönböztető sárga foltot kellett ruháján hordania.)  Kohn Sámuel így ír egy névtelen erfurti lovag leírását idézve a zsidók felvonulásáról az esküvői menetben: Buda várának bejáratánál „a zsidók élén agg elöljárójuk ment, lóháton, kivont karddal, melyen kosár függött, amelyben tíz font ezüst volt. Mellette fia, szintén lóháton, karddal és ezüst kosárral. Utánuk jött huszonnégy lovag, mindnyájan bíbor díszruhában, kalapjukon három szál strucctollal.” II. Ulászló koronázásán pedig huszonnégy lovas kíséretében jelent meg fényes fegyverzetben.
Egyes források szerint a Magyar Zsidó Múzeum egyik legértékesebb ereklyéje,  az a héber feliratú kard, amelyet a történészek és különösen a hazai zsidó néphagyomány a „magyar zsidók szent kardjának” tart, Mendel Jakab tulajdona volt.
Mendel palotája - ma már tudjuk - a mai Táncsics Mihály utca 23. számú telken állt, és ennek Bástyasétány felőli udvarán építette fel a zsidóprefektus a budai askenázi hitközség nagy zsinagógáját feltehetően 1461-ben. A középkori Európa egyik legnagyobb zsinagógája volt, három hajóval, a maga korában hatalmas méretű (26,26 x 10,73 méter alapterületű és kb. 9 méter belmagasságú) csarnokokkal. Feltehetően a királyi udvar építőmesterei építették gazdag tagozású későgótikus stílusban. Az épületet a budai várat felszabadító keresztény csapatok rombolták le 1686 szeptemberében.